# IL17A
IL17A (англ. Interleukin 17A) – білок, який кодується однойменним геном, розташованим у людей на короткому плечі 6-ї хромосоми. Довжина поліпептидного ланцюга білка становить 155 амінокислот, а молекулярна маса — 17 504.
| 10         |  | 20         |  | 30         |  | 40         |  | 50         |
| ---------- |  | ---------- |  | ---------- |  | ---------- |  | ---------- |
| MTPGKTSLVS |  | LLLLLSLEAI |  | VKAGITIPRN |  | PGCPNSEDKN |  | FPRTVMVNLN |
| IHNRNTNTNP |  | KRSSDYYNRS |  | TSPWNLHRNE |  | DPERYPSVIW |  | EAKCRHLGCI |
| NADGNVDYHM |  | NSVPIQQEIL |  | VLRREPPHCP |  | NSFRLEKILV |  | SVGCTCVTPI |
| VHHVA      |  |            |  |            |  |            |  |            |

A: Аланін

C: Цистеїн

D: Аспарагінова кислота

E: Глутамінова кислота

F: Фенілаланін

G: Гліцин

H: Гістидин

I: Ізолейцин

K: Лізин

L: Лейцин

M: Метіонін

N: Аспарагін

P: Пролін

Q: Глутамін

R: Аргінін

S: Серин

T: Треонін

V: Валін

W: Триптофан

Кодований геном білок за функцією належить до цитокінів. 
Секретований назовні.